# کلیر کریک، شهرستان لاسن، کالیفرنیا
کلیر کریک (به انگلیسی: Clear Creek) یک منطقهٔ مسکونی در ایالات متحده آمریکا است که در شهرستان لاسن، کالیفرنیا واقع شده‌است. کلیر کریک ۲٫۹۴۹ کیلومتر مربع مساحت و ۱۶۹ نفر جمعیت دارد و ۱٬۵۱۵ متر بالاتر از سطح دریا واقع شده‌است.